# Аллилуева, Светлана Иосифовна
Светла́на Ио́сифовна Аллилу́ева (груз. სვეტლანა იოსების ასული ალილუევა; урождённая Ста́лина (Джугашвили (груз. ჯუღაშვილი)), в эмиграции — Ла́на Пи́терс (англ. Lana Peters), 28 февраля 1926, Москва, РСФСР, СССР— 22 ноября 2011, Ричленд-Сентер, Висконсин, США) — советская переводчица, филолог, кандидат филологических наук, мемуаристка.
Известна прежде всего как дочь И. В. Сталина, о жизни которого оставила ряд работ в жанре мемуаров. В 1967 году эмигрировала из СССР в США.

## Биография

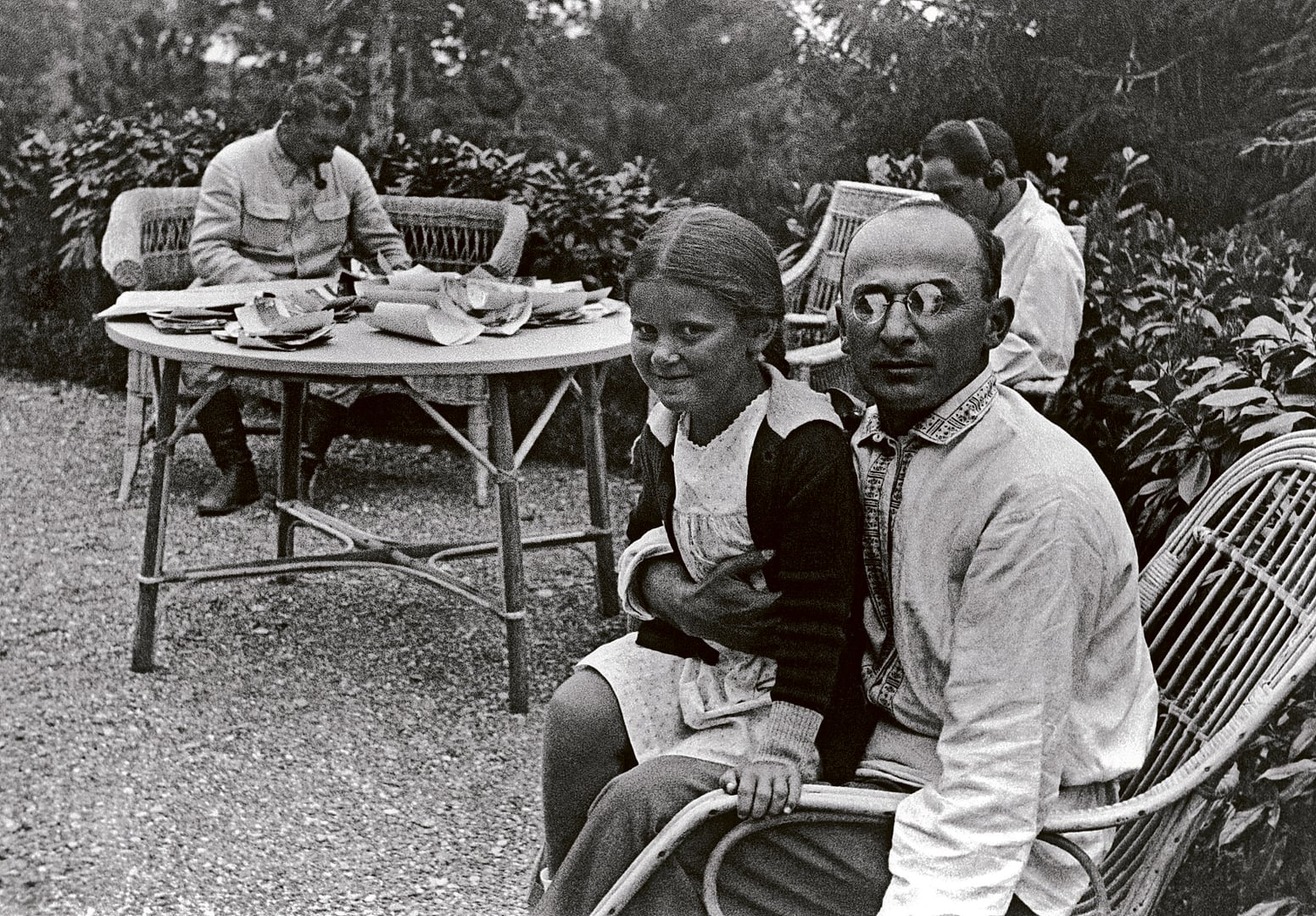
Светлана на руках у Л. П. Берии, 1931 год.

Родилась 28 февраля 1926 года в Москве в семье генерального секретаря ЦК ВКП(б) Иосифа Сталина и Надежды Аллилуевой. Её мать окончила жизнь самоубийством 9 ноября 1932 года.
В детстве большее влияние на Светлану оказала её няня Александра Андреевна, прежде, в частности, работавшая в семье Н. Н. Евреинова.
Окончила с отличием 25 образцовую школу г. Москвы, где училась в 1932—1943 годах. После школы собралась поступать в Литературный институт, но её выбор не понравился отцу.
Поступила на филологический факультет МГУ им. М. В. Ломоносова, где училась год. Заболела, после вернулась на первый курс, но уже исторического факультета. Выбрала специализацию на кафедре новой и новейшей истории, занималась Германией (согласно воспоминаниям И. Бружеставицкого — специализировалась по США у профессора Л. И. Зубока; Бружеставицкий проучился со Сталиной в одной группе 3 года: «Это была скромная тихая молодая женщина с очень красивыми темно-рыжими волосами. Она старалась не привлекать к себе внимания, не примыкала ни к каким студенческим компаниям, дружила лишь с одной девушкой Леной (Лениной) Мельник. Со школьных лет владела двумя иностранными языками — английским и немецким»). Окончила исторический факультет МГУ (1949) и аспирантуру Академии общественных наук при ЦК КПСС. В 1954 году защитила кандидатскую диссертацию «Развитие передовых традиций русского реализма в советском романе». Кандидат филологических наук. Работала переводчицей с английского языка и литературным редактором, выполнила перевод нескольких книг, в том числе произведений английского философа-марксиста Джона Льюиса.
В 1944 году вышла замуж за Григория Морозова, одноклассника её брата Василия. Впоследствии брак был расторгнут. Сын Иосиф Аллилуев (1945—2008) стал кардиологом, доктором медицинских наук.
В 1949 году вышла замуж за Юрия Жданова. Юрий усыновил Иосифа, первого сына Светланы. В 1950 году у них родилась дочь Екатерина.
В 1957 году вышла замуж за Ивана Александровича Сванидзе (сын брата первой жены отца). Однако из-за неудовлетворённости и разногласий брак распался и в 1959 году отношения прекратились.
После смерти Сталина в его спальне охраной была обнаружена сберкнижка, на которой скопилось 900 рублей, — она была передана Светлане.
Работала в Институте мировой литературы с 1956 по 1967 год, в секторе по изучению советской литературы.
В мае 1962 года крестилась в Москве и крестила детей у протоиерея Николая Голубцова.

### Эмиграция
20 декабря 1966 года приехала в Индию, сопровождая прах своего фактического мужа Браджеша Сингха. 6 марта 1967 года попросила советского посла Бенедиктова позволить ей остаться в Индии, но он настаивал на том, чтобы она вернулась в Москву 8 марта, и заявил, что ей больше не разрешат выехать из СССР. В тот же день она явилась в посольство США в Дели с паспортом и багажом и попросила политического убежища. Разрешение на выезд из СССР ей дал член Политбюро ЦК КПСС А. Н. Косыгин.
…моё невозвращение в 1967 году было основано не на политических, а на человеческих мотивах. Напомню здесь, что, уезжая тогда в Индию, чтобы отвезти туда прах близкого друга — индийца, я не собиралась стать дефектором, я надеялась тогда через месяц вернуться домой. Однако в те годы я отдала свою дань слепой идеализации так называемого «свободного мира», того мира, с которым моё поколение было совершенно незнакомо.С. Аллилуева 
Переезд на Запад и последующая публикация «Двадцати писем к другу» (1967), где Аллилуева вспоминала о своём отце и кремлёвской жизни, вызвали мировую сенсацию (по некоторым утверждениям, эта книга принесла ей порядка 2,5 миллиона долларов). На некоторое время она остановилась в Швейцарии, затем жила в США.

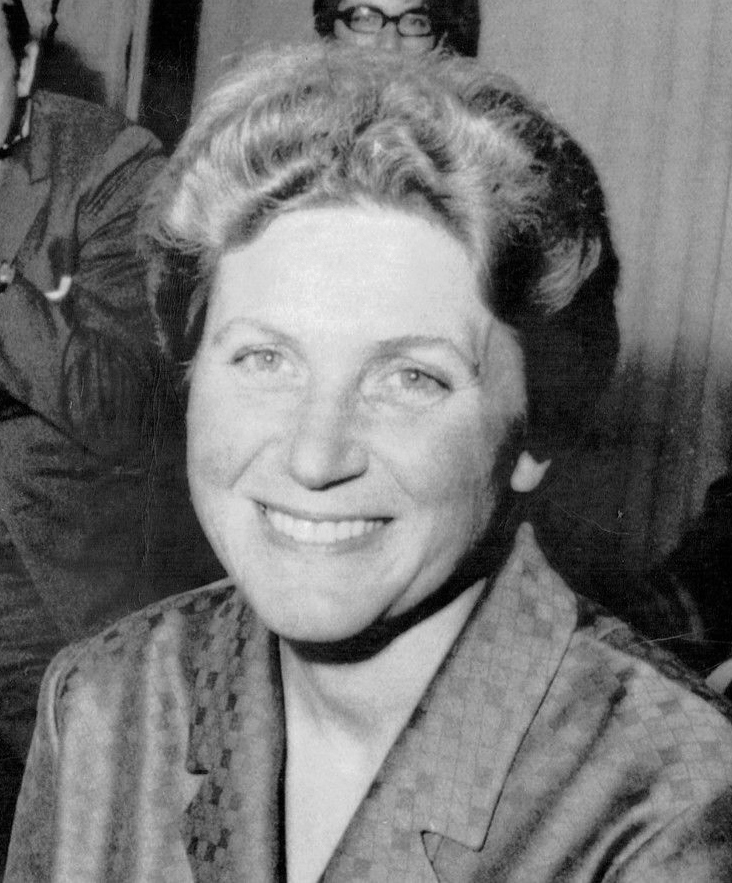
В 1967 году.

Как вспоминал двоюродный брат Светланы Аллилуевой Владимир Фёдорович Аллилуев, свою первую книгу «Двадцать писем к другу» она писала, будучи ещё в СССР; одна из копий рукописи была похищена и передана советскому журналисту Виктору Луи, который тайно переправил книгу на Запад и выдержки из неё опубликовал в немецком журнале «Штерн», умышленно исказив целый ряд фактов; книга «Только один год» писалась «под диктовку опытных „специалистов“». По его словам, оказавшись на Западе, Светлана, как она сама рассказывала, сразу же попала под жёсткий контроль.
В своей книге «Только один год» Светлана Аллилуева описывает, что рукопись книги «Двадцать писем к другу» была вывезена из СССР в Индию по совету её мужа Браджеша Сингха при помощи посла Т. Кауля в январе 1966 года. В этой же книге она возложила на отца ответственность за массовое убийство в Катыни.
В 1970 году вышла замуж за американского архитектора Уильяма Питерса (1912—1991), родила дочь Ольгу Питерс (позже переименованную в Крис Эванс), в 1972 году развелась, но сохранила за собой имя Лана Питерс. Денежные дела С. Аллилуевой за рубежом сложились удачно. Журнальный вариант её воспоминаний «Двадцать писем другу» был продан гамбургскому еженедельнику «Шпигель» за 480 тысяч марок, что в переводе на доллары составило 122 тысячи (в СССР, по словам её племянницы Надежды, Сталин оставил ей всего 30 тысяч рублей). Покинув родину, Аллилуева жила на деньги, заработанные писательским трудом, и на пожертвования, полученные от граждан и организаций.
В 1982 году Аллилуева переехала из США в Великобританию, в Кембридж, где отдала дочь Ольгу, родившуюся в США, в квакерскую школу-интернат. Сама же начала путешествовать по миру.

### Возвращение в Советский Союз
Оказавшись в полном одиночестве, в конце ноября 1984 года неожиданно для окружающих (как пишет сама С. Аллилуева в книге «Книга для внучек», — по просьбе сына Иосифа) появилась в Москве с дочерью. С энтузиазмом была встречена советскими властями, ей незамедлительно восстановили советское гражданство. Но скоро наступило разочарование. Аллилуева не смогла найти общий язык ни с сыном, ни с дочерью, которых она бросила в 1967 году. Её отношения с советским правительством ухудшались. Она уехала в Грузинскую ССР, где жила в трёхкомнатной квартире улучшенного типа, ей было установлено денежное содержание, специальное обеспечение и право вызова автомобиля (в гараже Совмина Грузинской ССР постоянно дежурила чёрная «Волга» для её обслуживания). В Грузии Аллилуева встретила своё 60-летие, которое было отмечено в помещении музея Сталина в Гори. Её дочь ходила в школу, занималась конным спортом. Но и в Грузии Аллилуева имела много столкновений с властями и с бывшими друзьями.

### Второй отъезд на Запад
Прожив неполных два года в СССР, Аллилуева направила письмо в ЦК КПСС с просьбой разрешить ей выезд за границу. После личного вмешательства Генерального секретаря ЦК КПСС М. С. Горбачёва в 1986 году ей было разрешено вернуться в США, куда она прибыла 16 апреля 1986. Уехав, Аллилуева отказалась от гражданства СССР.
В США Аллилуева поселилась в штате Висконсин. В сентябре 1992 года корреспонденты[кто?] нашли её в доме для престарелых в Великобритании. Её дочь Ольга ведёт самостоятельную жизнь в Портленде (штат Орегон).
В 2005 году дала интервью телеканалу «Россия» для фильма «Светлана Аллилуева и её мужчины».
В 2008 году Аллилуева, столь долго отказывавшаяся от общения с журналистами, снялась в 45-минутном документальном фильме «Светлана о Светлане» (режиссёр — Лана Паршина). Во время интервью она хотела отказаться говорить по-русски, мотивируя это тем, что она не является русской (её отец — грузин, а мать — дочь немки и цыгана). Но в основном говорила по-русски.
Последнее время Светлана Аллилуева жила в доме престарелых в окрестностях города Мэдисон (штат Висконсин) под именем Лана Питерс.
Скончалась 22 ноября 2011 года на 86-м году жизни в доме престарелых города Ричланд (штат Висконсин, США) от рака толстого кишечника. О смерти Аллилуевой было объявлено 28 ноября в газете «Нью-Йорк Таймс». В то же время представитель муниципалитета сообщил журналистам, что в похоронном доме Ричланда нет свидетельств о её смерти и месте захоронения. Владелец местного похоронного дома сообщил журналистам, что несколько месяцев назад дочь Ланы Питерс приезжала в Ричланд оформить документы на случай смерти матери, и по её просьбе тело Светланы Аллилуевой было кремировано и отправлено в Портленд, штат Орегон.
Дата и место похорон неизвестны.
В ноябре 2012 года стало известно, что ФБР рассекретило досье Светланы Аллилуевой; из документов следует, что американские спецслужбы следили за жизнью дочери Сталина в США.

## Личная жизнь
Имела множество отношений с мужчинами, четыре брака и одно сожительство. Когда ей исполнилось четырнадцать лет, она влюбилась в сына Лаврентия Берии Серго Берия.

### Браки
- В первом браке (1944) — супруга советского учёного-юриста Григория Иосифовича Морозова, одноклассника её брата Василия. Развелись в 1949 году.
  - Сын Иосиф Григорьевич Аллилуев (22 мая 1945 — 31 октября 2008), российский кардиолог. Был дважды женат.
    - От первого брака с Еленой Вознесенской — сын Илья Иосифович Вознесенский, архитектор (род. 1970)[31].
- Во втором браке, с 1949 года — супруга Юрия Андреевича Жданова, невестка Секретаря ЦК ВКП(б) А. А. Жданова. Юрий усыновил Иосифа, первого сына Светланы.
  - Дочь Екатерина Юрьевна Жданова (5 мая 1950) — вулканолог, проживает на Камчатке[32].
    - Внучка Анна, у которой двое детей[32].
- Третий муж — Иван Александрович Сванидзе. Брак продлился с 1957 по 1959 год.
- Четвёртый брак (фактический) — с гражданином Индии Браджешем Сингхом. Заключению брака препятствовал лично Алексей Николаевич Косыгин, председатель Совета Министров СССР. Не помогла и встреча Светланы с ним, проходившая 4 мая 1965 года в Кремле, в рабочем кабинете её отца. Несмотря на то, что Сингх был уже смертельно болен, Косыгин заявил, что заключить брак с иностранцем ей не позволят[33]. В 1966 году Браджеш Сингх скончался.
- Пятый брак (1970) — с американским архитектором Уильямом Питерсом[англ.] (1912—1991); в 1973 году развелась, но сохранила за собой имя Лана Питерс.
  - Дочь Ольга Питерс (21 мая 1971), сменила имя на Крис Эванс[34]. Бездетна[35].

### Отношения
В начале 1940-х годов Светлана имела отношения с писателем Алексеем Каплером, который был старше её на 22 года. Это привело к тому, что в 1943 году Каплер был арестован, обвинён в связях с иностранцами и шпионаже в пользу Англии и выслан на пять лет в Воркуту, где работал фотографом; в 1948 году, освободившись, Каплер, вопреки запрету, приехал в Москву, за что вновь был арестован и отправлен в исправительно-трудовой лагерь. Был освобождён и реабилитирован в 1954 году.
Имела также отношения с Андреем Синявским (будущим диссидентом), поэтом Давидом Самойловым.

## Сочинения
С. Аллилуева написала четыре книги воспоминаний, вышедших за рубежом:
- Двадцать писем к другу. Нью-Йорк, Harper & Row, 1967
- Только один год (Нью-Йорк, Harper & Row, 1969), ISBN 0-06-010102-4, в России книга издана под названием Один год дочери Сталина. — М.: Алгоритм, 2014. — 336 с. — ISBN 978-5-4438-0767-6
- Книга для внучек: Путешествие на родину (Нью-Йорк, Liberty Publishing House, 1991)[37], в России: М.: Издательство «Новости», — 1992. 168 с. ISBN 5-7020-0520-1
- Далёкая музыка (издана в 1984 г. в Индии и в 1992 г. в Москве)
- Перевела с английского языка книгу Э. Ротштейна «Мюнхенский сговор» (1959), написала несколько небольших работ, в том числе о писателе Б. Л. Пастернаке.
- Аллилуева С. Дочь Сталина. Последнее интервью. — М.: Алгоритм, 2013. — 304 с. — ISBN 978-5-4438-0346-3

## Киновоплощения
- Джейн Галловей — «Красный монарх» (Англия, 1983)
- Джоанна Рот — «Сталин» (США-Венгрия, телефильм, 1992)
- Наталья Боротникова — «Сталин. Live» (Россия, телесериал, 2006)
- Надежда Михалкова — «Сын отца народов» (Россия-Украина-Беларусь, телесериал, 2013)
- Кристина Казинская — «Власик. Тень Сталина» (Россия, телесериал, 2015)
- Андреа Райсборо — «Смерть Сталина» (Великобритания-Франция, фильм, 2017)
- Виктория Романенко, Вета Кондратьева (в детстве) — «Светлана» (Россия, телесериал, 2018)[38]